# Ctenopoma argentoventer
Ctenopoma argentoventer är en fiskart som först beskrevs av Ahl 1922.  Ctenopoma argentoventer ingår i släktet Ctenopoma och familjen Anabantidae. Inga underarter finns listade i Catalogue of Life.